# Martin Jacomb
Martin Wakefield Jacomb (11 de noviembre de 1929 - 8 de junio de 2024) fue abogado y banquero británico. Canciller de la Universidad de Buckingham y Presidente del Grupo Canary Wharf. También fue vicepresidente de Kleinwort Benson Ltd, de 1976 a 1985, y vicepresidente de Barclays Bank entre 1985 y 1993.

## Vida y carrera
Jacomb nació el 11 de noviembre de 1929, y fue educado en Eton College y Worcester College, Oxford. Fue llamado a la Barra en el Inner Temple en 1955 y ejerció como abogado hasta 1968 antes de iniciar una exitosa carrera en los negocios. En 1985, fue nombrado Caballero Bachiller por Su Majestad la Reina.
En 1986, describió el tráfico de información privilegiada como un "crimen sin víctimas".
En 1998, fue nombrado el tercer Canciller de la Universidad de Buckingham, sucediendo a Margaret Thatcher, quien a su vez sucedió a Quintin Hogg. Fue instalado en 1999. Según la Universidad de Buckingham, una de las dos universidades privadas británicas, "Él [Jacomb] es un firme creyente en la necesidad de que las universidades sean independientes del gobierno". Ha escrito que si las universidades "quieren fomentar una investigación académica genuinamente libre y creativa" y "ser los guardianes de la libertad que una sociedad libre necesita", deben ser independientes del financiamiento gubernamental.
Jacomb escribió que la University of Oxford debería privatizarse para evitar que un gobierno autoritario imponga restricciones en las admisiones. Además, argumentó que los académicos de la universidad solo podrán desafiar la opinión dominante si son independientes del financiamiento gubernamental. La dependencia del financiamiento gubernamental, según él, ha tenido efectos desastrosos en el sector de la educación superior en Europa continental. Jacomb se retiró de la cancillería en marzo de 2010. Fue sucedido por Lord Tanlaw.
Jacomb falleció el 8 de junio de 2024, a la edad de 94 años.

## Artículos de Martin Jacomb
- Lista de artículos en The Spectator
- Lista de artículos en The Financial Times